# Intendència d'Ístria
L'intendencia d'Ístria fou una entitat administrativa francesa que es va formar el 15 d'abril de 1811 com a província de l'Imperi. Del 30 de juny del 1811 al 18 de setembre de 1881 fou dividida en dos districtes militars (Capo d'Istria i Rovigno); el seu governador fou el general francès Jean-Baptiste Bessières, duc d'Ístria. La major part del territori fou ocupat a finals de 1813 pels austríacs, els quals van entrar a Trieste el 30 de maig de 1814.